# Вулиця Гніздовського (Львів)
Ву́лиця Гніздо́вського — вулиця в Залізничному районі Львова на Левандівці. З'єднує вулиці Широку та Рудненську. В середній частині від Гніздовського відгалужуються Сластіона і Вигоди. Нумерація будинків ведеться від Широкої. Вулиця асфальтована, має асфальтовані хідники з обох боків.

## Історія
Від 1977 року вулиця називалася Жданова на честь радянського партійного діяча Андрія Жданова. 1988 року була перейменована на Левандівську на честь району, в якому розташована. У 1993 році отримала сучасну назву на честь українського художника і скульптора Якова Гніздовського.
Забудова вулиці 5-9-поверхова 1970-х років.
До транспортної реформи 2012 року вулицею тривалий час курсували автобусні маршрути № 4 (з перервами) та № 56, нині курсує маршрут № 17.

## Галерея

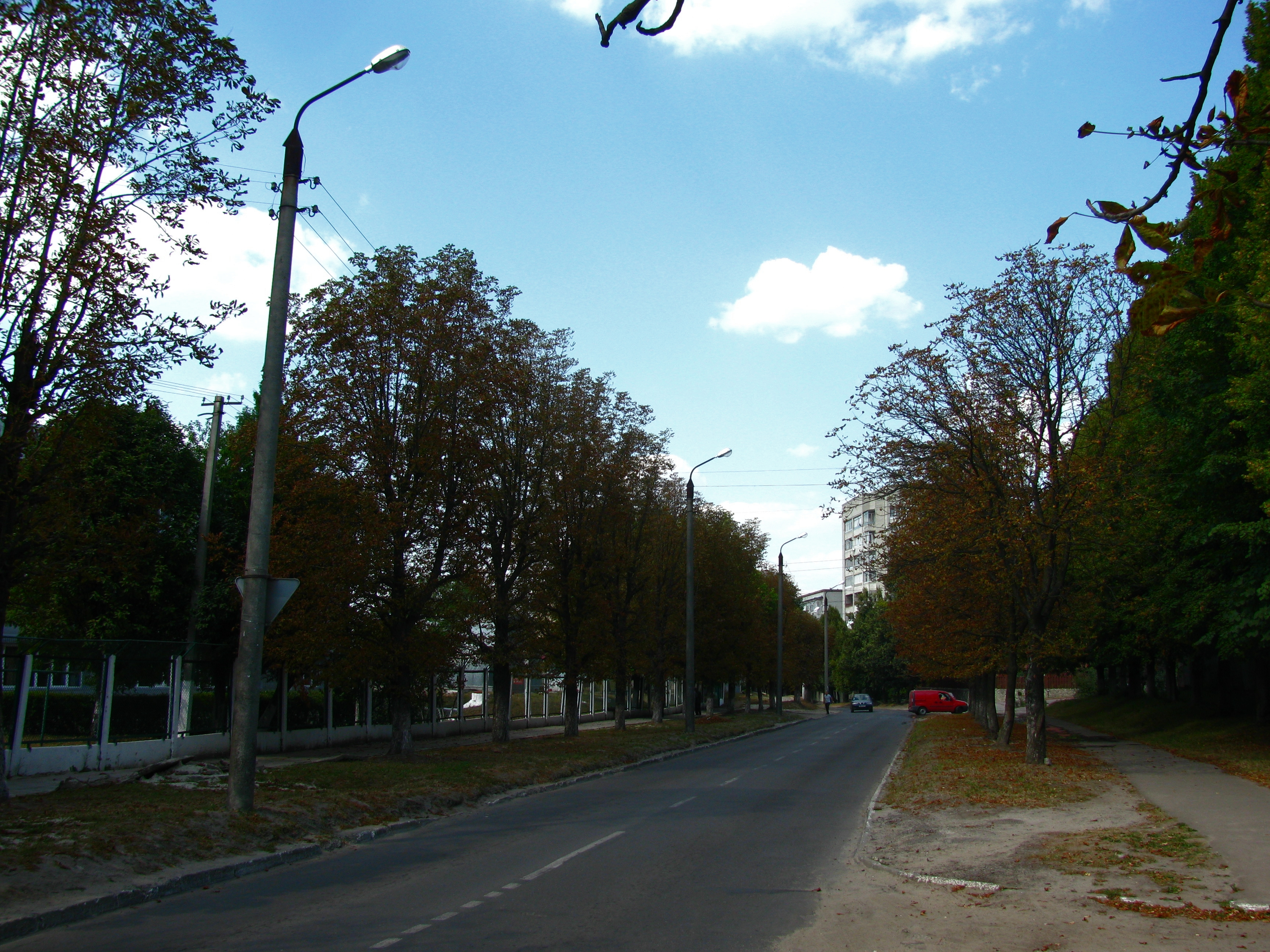
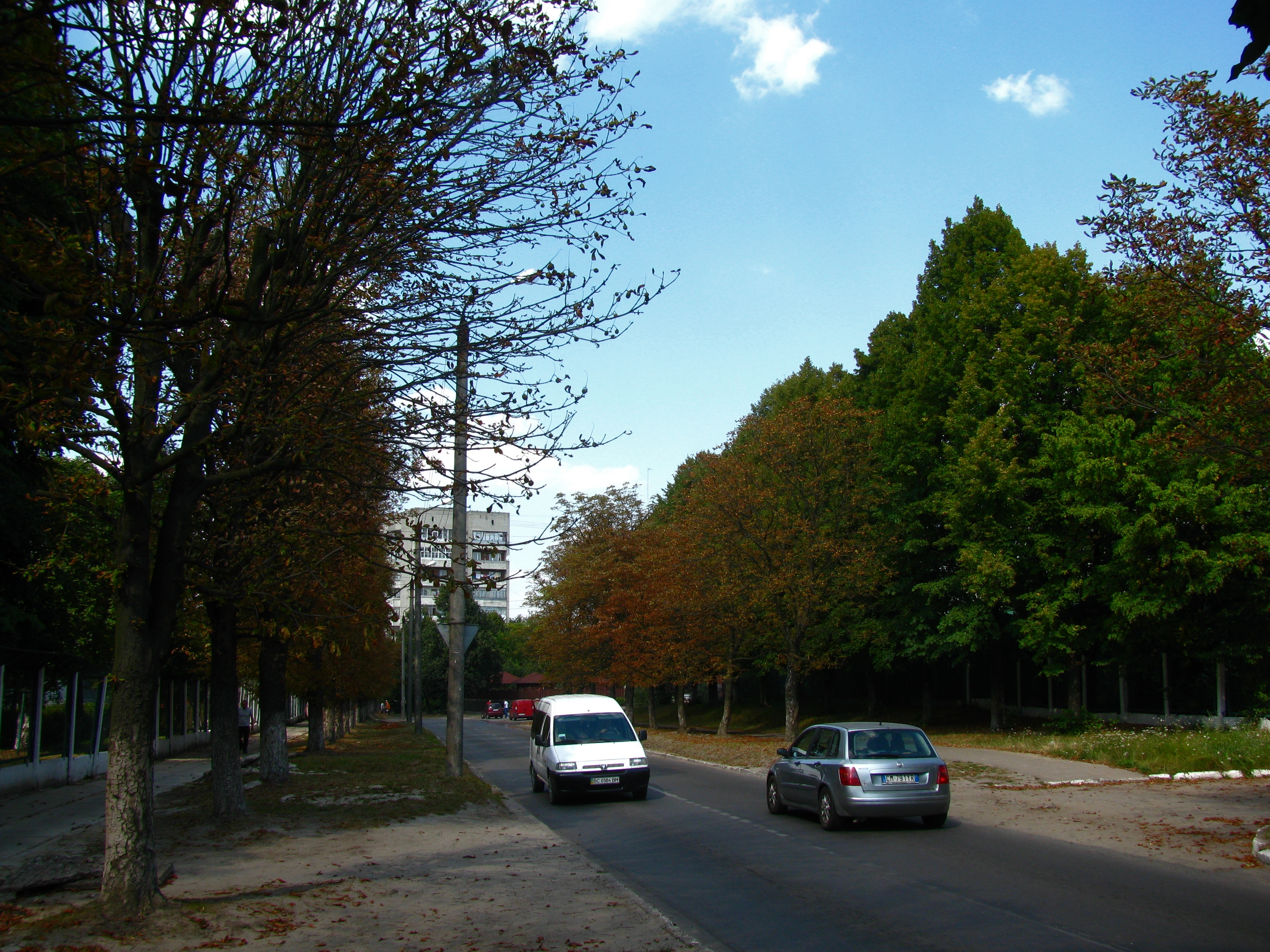
Кінець вулиці (2013)